# Lobengula
Lobengula (ur. ok. 1833, zm. 23 stycznia 1894) był ostatnim niezależnym władcą plemienia Ndebele od 1870.
Syn i następca Mzilikaziego, odznaczał się wybitnym talentem wojskowym i posiadał wielki szacunek wśród poddanych. Zorganizował armię 15 tysięcy ludzi i na terenach dzisiejszego miasta Bulawayo zbudował w 1871 wieś z umocnieniami - kraal. W październiku 1888 podpisał z reprezentantami Cecila Rhodesa pakt informujący, iż Brytyjska Kompania Południowoafrykańska ma monopol na wydobywanie minerałów z ziem należących do Ndebele, w zamian za subsydium płacone co roku. Z nastaniem grudnia 1890 znakomicie wypoosażona w broń grupa osadników z Wielkiej Brytanii wkroczyła do prowincji maszony, co zaowocowało potężnymi zatargami. Lobengula usiłował powstrzymać swoich żołnierzy od działań wojennych, jednak w październiku 1893 zaatakowali oni wioski niedaleko brytyjskich domów. 4 listopada tego roku wojska Lobenguli poniosły klęskę, gdy Bulawajo zostało zajęte przez Brytyjczyków. Po rozpadzie państwa Ndebele wódz zmarł po dwóch miesiącach, jednak do dziś jest czczony przez swój lud jako bohater i legenda.